# Persististrombus latus
El bilolá (Persististrombus latus) es un molusco gasterópodo de la familia Strombidae que se puede hallar a lo largo de las costas atlánticas africanas, desde Marruecos y Río de Oro al norte, todo el Golfo de Guinea y hasta Angola al sur. También en las islas de Cabo Verde, Ascensión, Annobón, Bioko, Santo Tomé y Príncipe. Puede alcanzar un tamaño de hasta 16 cm de largo y es comestible en muchas culturas costeras africanas.
Fue clasificado en 1791 por Johann Friedrich Gmelin bajo el nombre de Strombus latus en la obra Caroli a Linnaei Systema Naturae per Regna Tria Naturae (ed. 13 tomo I-6). Es la única especie viviente en su género; hay especies fósiles. También es la única especie de Strombidae en el Atlántico oriental. 
Se han encontrado fósiles de Persististrombus en las costas de Mallorca, Cerdeña, Sicilia, el sur de la península itálica y otras áreas del Mediterráneo occidental que datan de hace 115-120 mil años. De hecho, es el gasterópodo fósil más común en los depósitos marinos del Pleistoceno en el Mediterráneo (Strombus mediterraneus Duclos, 1844). También se han encontrado fósiles en las islas Canarias y Madeira.

## Descripción
Su concha, gruesa y robusta, puede alcanzar hasta un tamaño de 16,5 cm de largo, con vetas spirales moderadamente bajas en sus primeros giros. Posee nódulos redondeados que van desde la porción más ancha de sus bucles hasta el bucle final de sus teleoconchas, que presenta de una a cuatro filas de nódulos, espaciados entre sí. Tiene un canal sifonal corto y un labio externo expandido, interior entre blanco, amarillo y rosado. La superficie externa varía de blanco a amarillo. Puede estar o no cubierto de manchas marrones irregulares, también rojizas o rosadas. Opérculo córneo, en forma de uña.

## Hábitat, alimentación y hábitos
Persististrombus latus se encuentra en las aguas someras de la zona nerítica hasta 10 metros de profundidad en bentos con fondos arenosos / fangosos y praderas marinas, generalmente en aguas con salinidad estándar; aunque se han encontrado especímenes en áreas estuarinas en el golfo de Guinea. Su comida es detritívora y vegetariana. 

## Uso culinario y nombres locales
P. latus se come en Cabo Verde, donde se denomina búzio cabra y se considera un manjar. Los caboverdianos suelen prepararlo en un estofado con salsa de soya o bien se asan a la parrilla en pinchos. 
En Guinea Ecuatorial, este molusco es muy apreciado por su sabor. Se recogen a mano, se desconchan y se cocinan salteados o en un guiso picante. Popularmente se lo denomina bilolá, que es el nombre más extendido (en los idiomas fang, fa d'ambo, pichi e hispanohablantes); se conoce como konongo en benga, kulungu en bisío, elohola en bubi, ipongo en kombe y kolobwidjo en yoruba.